# Jóhann Jóhannsson
Jóhann Jóhannsson (pronunciación islandesa: [ˈjouːhan ˈjouːhansɔn]; Reikiavik, 19 de septiembre de 1969-Berlín, 9 de febrero de 2018) fue un compositor islandés que publicó discos en solitario desde 2002 hasta 2016 y compuso música para una amplia variedad de medios, incluyendo teatro, danza, televisión y películas. Fue nominado en dos ocasiones al Premio Óscar a la mejor banda sonora original y ganó un Globo de Oro a la mejor banda sonora original.

## Biografía
Jóhannsson nació y se crio en Reikiavik, donde más tarde estudió idiomas y literatura en la universidad. Comenzó su carrera musical como guitarrista tocando en bandas de indie rock. En 1999 cofundó Kitchen Motors, un grupo de reflexión, organización de arte y sello discográfico que alentó la colaboración interdisciplinar entre artistas de punk, jazz, música clásica, heavy metal y música electrónica. Su propio sonido surgió a raíz de estas experiencias musicales.
En 2016 firmó con la discográfica Deutsche Grammophon, a través de la cual lanzó su último disco en solitario, Orphée. Algunos de sus trabajos en el cine incluyen las partituras originales de las películas Prisioneros, Sicario y La llegada, todas ellas del director Denis Villeneuve, así como La teoría del todo, de James Marsh.
Fue nominado en dos ocasiones al Premio Óscar a la mejor banda sonora original por La teoría del todo y por Sicario, y ganó un Globo de Oro a la mejor banda sonora original por la primera.

### Fallecimiento
Jóhannsson fue hallado muerto en su departamento en Berlín el 9 de febrero de 2018, a los 48 años. La causa de la muerte fue una sobredosis de cocaína combinada con medicamento.

## Discografía

### En solitario
- Englabörn (2002, Touch)
- Virðulegu Forsetar (2004, Touch)
- Dís (2004, 12 Tónar, en Islandia; 2005, The Worker's Institute, US)
- IBM 1401, A User's Manual (2006, 4AD)
- Englabörn (reedición) (2007, 4AD)
- Fordlandia (2008, 4AD)
- And In The Endless Pause There Came The Sound Of Bees (2009, NTOV)
- The Miners' Hymns (2011, FatCat)
- End of Summer (2015, Sonic Pieces) - en colaboración con Hildur Guðnadóttir & Robert Aiki Aubrey Lowe
- Orphée  (2016, Deutsche Grammophon)

### Álbumes de bandas sonoras
- Dís (2004, 12 Tónar, en Islandia; 2005, The Worker's Institute, US)
- Free The Mind (2012, NTOV)
- Copenhagen Dreams (2012, 12 Tónar)
- Prisoners (2013, WaterTower Music)
- McCanick por John C. Waller (2014, Milan Records)
- I Am Here (con B.J. Nilsen) (2014, Ash International)
- The Theory of Everything (2014, Back Lot Music)
- Sicario (2015, Varèse Sarabande)
- Arrival (2016, Deutsche Gramophon)
- Mandy (2018, Lakeshore Records)
- Mary Magdalene (2018, Milan Records)

### Sencillos
- The Sun's Gone Dim And The Sky's Turned Black (2006, 4AD)

### Largometrajes
- Íslenski draumurinn por Robert Ingi Douglas (Islandia, 2000)
- Óskabörn þjóðarinnar por Jóhann Sigmarsson (Islandia, 2000)
- A Man Like Me por Robert Ingi Douglas (Islandia, 2002)
- Dís por Silja Hauksdóttir (Islandia, 2004)
- Blóðbönd AKA Thicker than Water por Árni Óli Ásgeirsson (Islandia, 2006)
- Personal Effects por David Hollander (US, 2009)
- By Day and By Night por Alejandro Molina (MX, 2010)
- Dreams in Copenhagen por Max Kestner (DK, 2010)
- The Miners’ Hymns por Bill Morrison (UK, 2011)
- The Good Life por Eva Mulvad (DK, 2011)
- For Ellen por So Yong Kim (US, 2012)
- Free The Mind por Phie Ambo (DK, 2012)
- White Black Boy por Camilla Magid (DK, 2012)
- Mystery por Lou Ye (CN, 2012)
- McCanick por John C. Waller (US, 2013)[4]
- Prisoners por Denis Villeneuve (US, 2013)[5]
- I Am Here (con BJNilsen) por Anders Morgenthaler (DK, 2014)
- The Theory of Everything por James Marsh (UK, 2014)
- Sicario por Denis Villeneuve (US, 2015)
- Arrival por Denis Villeneuve (US, 2016)
- Lovesong por So Yong Kim (US, 2016)
- Mother por Darren Aronofsky (US, 2017)
- Mandy por Panos Cosmatos (Canadá, 2018)
- María Magdalena por Garth Davis (UK-US, 2018) junto a Hildur Gudnádottir[6]
- Last and First Men (Islandia, 2020)

### Cortometrajes
- Keepsake por Tim Shore (Reino Unido, 2003)
- Varmints por Marc Craste (Reino Unido, 2008)
- Junk Love por Nikolaj Feifer (DK, 2011)
- End of Summer por Jóhann Jóhannsson (2015)

### Televisión
- Corpus Camera (Islandia, 1999, Stöð 2)
- Leyndardómar Íslenskra Skrímsla (Islandia, 2000, Sjónvarpið)
- Erró- Norður, suður, austur, vestur (Islandia, 2000, Stöð 2)
- Ófærð (Atrapados) (Islandia, 2015)

### Representaciones
- Margrét Mikla por Kristín Ómarsdóttir (1996, Icelandic Take-away Theatre)
- Vitleysingarnir por Ólafur Haukur Símonarsson (2000, Hafnarfjördur Theater)
- Fireface por Marius Von Mayerberg (2000, RÚV)
- Englabörn por Hávar Sigurjónsson (2001, Hafnarfjördur Theater)
- Kryddlegin Hjörtu por Laura Esquivel (2002, Borgarleikhús)
- Viktoría og Georg por Ólafur Haukur Símonarsson (2002, Icelandic National Theatre)
- Pabbastrákur por Hávar Sigurjónsson (2003, Icelandic National Theatre)
- Jón Gabríel Borkman por Henrik Ibsen (2004, Icelandic National Theatre)
- Dínamít por Birgir Sigurðsson (2005, Icelandic National Theatre)
- Døden i Teben por Sófocles/Jon Fosse (2008, Det Norske Teatret)
- Ganesh versus the Third Reich por Back to Back Theatre (2011, Back to Back Theatre)

### Danza contemporánea
- IBM 1401, a User's Manual con Erna Ómarsdóttir (2002)
- Mysteries of Love con Erna Ómarsdóttir (2005)

## Premios y distinciones
Premios Óscar
| Año  | Categoría                               | Película           | Resultado |
| ---- | --------------------------------------- | ------------------ | --------- |
| 2015 | Mejor banda sonora (partitura original) | La teoría del todo | Nominado  |
| 2016 | Mejor banda sonora (partitura original) | Sicario            | Nominado  |

Globo de oro
| Año  | Categoría                            | Película           | Resultado |
| ---- | ------------------------------------ | ------------------ | --------- |
| 2014 | Globo de Oro a la mejor banda sonora | La teoría del todo | Ganador   |
| 2016 | Globo de Oro a la mejor banda sonora | La llegada         | Nominado  |

Premios BAFTA
| Año  | Categoría                     | Película           | Resultado |
| ---- | ----------------------------- | ------------------ | --------- |
| 2014 | BAFTA a la mejor banda sonora | La teoría del todo | Nominado  |
| 2015 | BAFTA a la mejor banda sonora | Sicario            | Nominado  |
| 2016 | BAFTA a la mejor banda sonora | La llegada         | Nominado  |